# Ormosia
Ormosia és un gènere de plantes amb flors dins la família de les fabàcies. Conté més de 110 espècies que normalment són arbres o arbusts distribuïdes en les regions tropicals del món, algunes arriben a zones temperades, principalment d'Àsia oriental. Les llavors d'aquestes plantes són verinoses si s'ingereixen.